# Satya Narayan Goenka
Satya Narayan Goenka (ur. 30 stycznia 1924 Mandalaj, Birma, zm. 29 września 2013) – nauczyciel medytacji vipassana, techniki nauk medytacyjnych Buddy.
Goenka uważał, że Budda nigdy nie nauczał religii, tylko Dhammy, uniwersalnej drogi wyzwolenia, dlatego jego nauka jest otwarta dla ludzi każdego wyznania i religii.